# Eleccions presidencials de Sri Lanka de 2015
El 8 de gener de 2015 se celebraren eleccions presidencials de Sri Lanka, dos anys abans de la data que tocaria segons el calendari previst. El president en el càrrec, Mahinda Rajapaksa, fou el canditat de l'Aliança de la Llibertat del Poble Unit, cercant un tercer mandat. La coalició de l'oposició, liderada pel Partit Nacional Unit, escollí presentar Maithripala Sirisena, exministre de Sanitat del govern de Rajapaksa i secretari general del Partit de la Llibertat de Sri Lanka.
Sirisena fou declarat guanyador després de rebre el 51,28% de tots els vots dipositats, davant del 47,58% per Rajapaksa. El resultat fou percebut, en general, com a sorprenent. Quan Rajapaksa convocà les eleccions el novembre de 2014 sembla que tenia clar que guanyaria. L'11 de gener del mateix any el nou govern anuncià una investigació especial davant de les al·legacions d'un cop intentat per Rajapaksa.